# Togo nos Jogos Olímpicos de Verão de 2008
Togo participou dos Jogos Olímpicos de Verão de 2008 em Pequim, na China. O país estreou nos Jogos em 1972 e em Pequim fez sua 8ª apresentação.

## Medalhistas
| Atleta            | Esporte  | Evento               | Medalha |
| ----------------- | -------- | -------------------- | ------- |
| Benjamin Boukpeti | Canoagem | Slalom K-1 masculino | Bronze  |

## Desempenho

### Atletismo
Feminino
| Atleta                   | Evento | Eliminatórias | Eliminatórias | Quartas | Quartas | Semifinal   | Semifinal   | Final       | Final       |
| Atleta                   | Evento | Marca         | Posição       | Marca   | Posição | Marca       | Posição     | Marca       | Posição     |
| ------------------------ | ------ | ------------- | ------------- | ------- | ------- | ----------- | ----------- | ----------- | ----------- |
| Sandrine Thiebaud-Kangni | 400 m  | 54.16         | 45            |         |         | Não avançou | Não avançou | Não avançou | Não avançou |

### Canoagem Slalom
Masculino
| Atleta            | Prova         | Eliminatória | Eliminatória | Eliminatória | Eliminatória | Eliminatória | Eliminatória | Semifinal | Semifinal | Final | Final | Total  | Pos.              |
| Atleta            | Prova         | Corrida 1    | Pos.         | Corrida 2    | Pos.         | Total        | Pos.         | Tempo     | Pos.      | Tempo | Pos.  | Total  | Pos.              |
| ----------------- | ------------- | ------------ | ------------ | ------------ | ------------ | ------------ | ------------ | --------- | --------- | ----- | ----- | ------ | ----------------- |
| Benjamin Boukpeti | K-1 masculino | 90.17        | 20           | 82.09        | 1            | 172.26       | 8 Q          | 86.08     | 1 Q       | 87.37 | 3     | 173.45 | Medalha de bronze |

### Judô
Masculino
| Atleta         | Categ. | Preliminar                 | 1/16 de final              | 1/8 de final           | 1/4 de final           | Semifinais             | Repescagem 1ª fase        | Repescagem 2ª fase     | Repescagem Semifinal   | Final                  |             |
| Atleta         | Categ. | Adversário e resultado     | Adversário e resultado     | Adversário e resultado | Adversário e resultado | Adversário e resultado | Adversário e resultado    | Adversário e resultado | Adversário e resultado | Adversário e resultado |             |
| -------------- | ------ | -------------------------- | -------------------------- | ---------------------- | ---------------------- | ---------------------- | ------------------------- | ---------------------- | ---------------------- | ---------------------- | ----------- |
| Sacha Denanydh | −81 kg | TJK S. Bozorov V 0011-0010 | UKR R. Gontiuk D 0001-1010 |                        |                        |                        | COL M. Valles D 0001-0100 | Não avançou            | Não avançou            | Não avançou            | Não avançou |

### Tênis
Masculino
| Atleta        | Evento  | Fase de 64                 | Fase de 32             | Fase de 16             | Quartas                | Semifinais             | Final                  | Final       |
| Atleta        | Evento  | Adversário e resultado     | Adversário e resultado | Adversário e resultado | Adversário e resultado | Adversário e resultado | Adversário e resultado | Posição     |
| ------------- | ------- | -------------------------- | ---------------------- | ---------------------- | ---------------------- | ---------------------- | ---------------------- | ----------- |
| Komlavi Loglo | Simples | RSA K. Anderson D 3-6, 2-6 | Não avançou            | Não avançou            | Não avançou            | Não avançou            | Não avançou            | Não avançou |